# Metrorragie
Metrorragie is een bloeding uit de baarmoeder, die niet optreedt tijdens de menstruatieperiode (ongesteldheid) maar op andere onregelmatige tijdstippen.
Het is een cyclusstoornis waarbij tevens de intensiteit en de hevigheid van het bloedverlies te groot is. Veelal is deze stoornis te wijten aan een endocrien probleem. Metrorragie tijdens de eerste jaren na de menarche of de eerste jaren voor de menopauze zijn vaak het gevolg van een persisterende follikel. Tijdens de fertiele jaren is de oorzaak vaker het gevolg chronische ziekten of endocriene aandoeningen.